# 알리 살림 알베이드
알리 살림 알베이드(아랍어: علي سالم البيض, 1939년 2월 10일 ~ )는 예멘의 정치인이다. 그는 남예멘에서 예멘 사회당의 총서기를 역임하였고 1990년 예멘 통일 이후 예멘의 부통령이 되었다. 그는 1993년 통일정부를 떠나 1994년 예멘 내전을 일으켰고 오만으로 망명했다. 그는 남예멘 운동으로 알려진 남부 독립 운동의 지도자이다.

## 같이 보기
- 남예멘 반란